# Bornos
Cet article possède un paronyme, voir Borno.
Bornos est une ville d'Espagne, dans la province de Cadix en Andalousie.

## Géographie

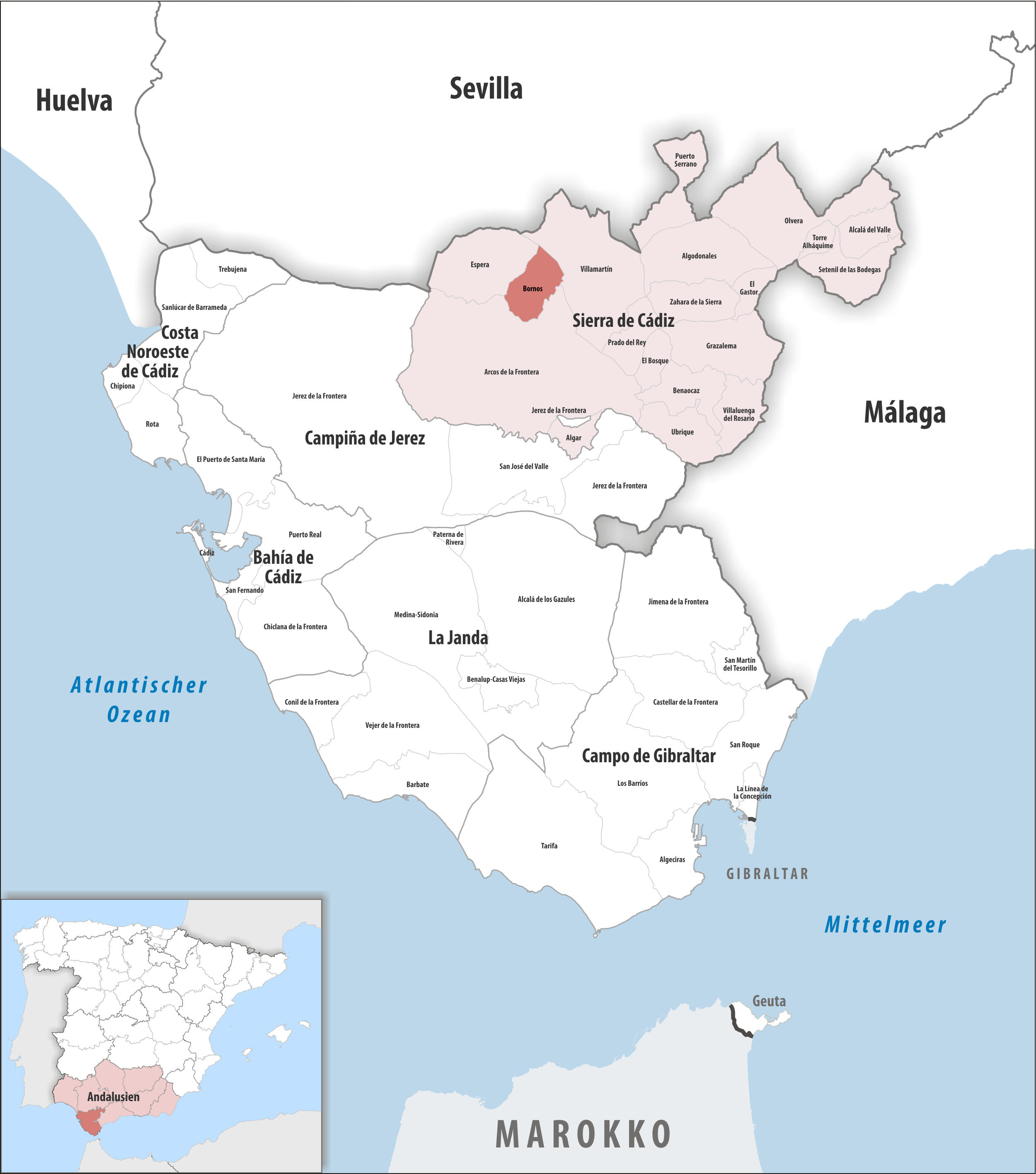
Bornos dans la province de Cadix / en Andalousie

### Localisation
La commune de Bornos est dans la comarque de Sierra de Cadix, dans le nord de la province de Cadix.
Malaga est à 163 km à l'est ;
Algésiras à 133 km sud-sud-est ;
Gibraltar à 125 km sud-est ; 
Jerez de la Frontera à 41 km sud-ouest,
Cadix à 70 km sud-ouest ;
Séville à 86 km au nord.

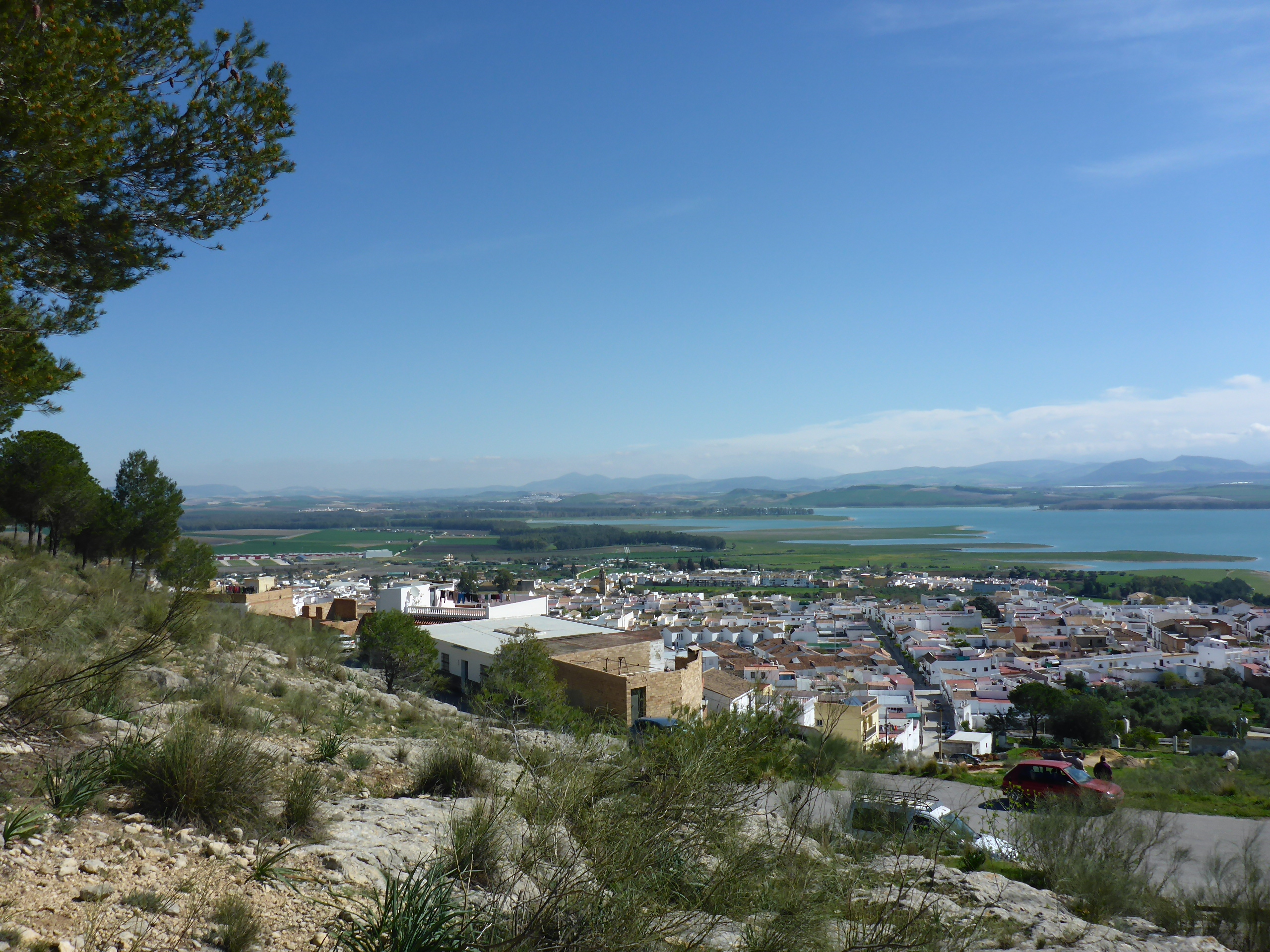
Vue vers l'est sur le et Arcos de la Frontera sur la rive opposée

Le parc naturel de la Sierra de Grazalema est à environ 15 km à l'est (par Prado del Rey).
Au sud, la limite de commune avec Arcos de la Frontera passe au milieu du réservoir de Bornos (es), alimenté par le Guadalete qui vient de Villamartín à l'est / nord-est.

## Histoire
Le grand site romain Carissa Aurelia (es) est au nord de la ville de Bornos, à cheval sur la commune et sur celle d'Espera,.

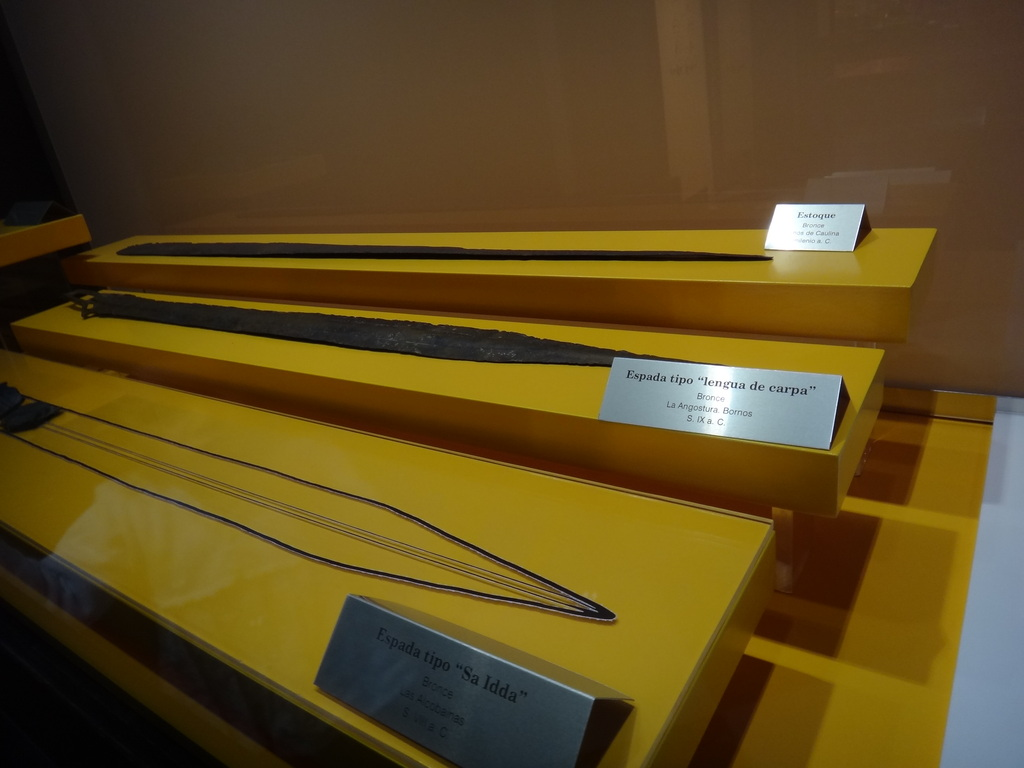
Musée de Jerez : objets trouvés sur Bornos